# Tröllkonuhlaup
Der Tröllkonuhlaup (isl. tröll = „Troll“, konu = „Frau“, hlaup = „Lauf“) ist ein Wasserfall der Þjórsá im Süden von Island.
Der Wasserfall ist nur 2 m hoch, jedoch im nordwestlichen Teil 150 m breit. Dann liegen drei kleine Inseln im Fluss und dahinter noch weitere 40 m des Wasserfalls. Er liegt etwa 5 km flussabwärts des Þjófafoss und kaum 300 m westlich des Landvegurs .